# Myriapodologie
Myriapodologie is de wetenschappelijke studie van duizendpotigen waartoe duizendpoten, miljoenpoten, weinigpotigen en symphyla worden gerekend. Sommige myriapodologen houden zich ook bezig met studie naar fluweelwormen (onychophora), alhoewel die tot een andere stam worden gerekend.

## Bekende myriapodologen
- Carl Attems (1868–1952), Oostenrijkse zoöloog, beschreef meer dan 1000 soorten
- Stanley Graham Brade-Birks (1887-1982), Engelse myriapodoloog die samen met Hilda K Brade-Birks Notes on Myriapoda schreef: 23 artikelen gezamenlijk van 1916 tot 1920; daarna nog twaalf solo tot 1939[2]
- Henry W. Brolemann (1860–1933), Franse myriapodoloog, beschreef ongeveer 500 soorten
- Ralph Vary Chamberlin (1879–1967), Amerikaanse arachnoloog en myriapodoloog, beschreef meer dan 1000 soorten
- Orator F. Cook (1867–1949), Amerikaanse botanicus en myriapodoloog, co-auteur van de soort met de meeste beentjes, Illacme plenipes
- Richard L. Hoffman (1927-2012), Amerikaanse entomoloog, beschreef meer dan 600 duizendpoottaxa
- CAW Jeekel (1922-2010), Nederlandse entomoloog, produceerde de Nomenclator Generum et Familiarum Diplopodorum, een pionier in de moderne duizendpoottaxonomie
- Otto Kraus (1930–2017), Duitse myriapodoloog en arachnoloog, beschreef bijna 500 soorten
- Robert Latzel (1845-1919), Oostenrijkse myriapodoloog, was een pionier in het gebruik van gonopoden in de taxonomie
- Harold F. Loomis (1896–1976) Amerikaanse botanicus en myriapodoloog, beschreef meer dan 300 soorten
- Paola Manfredi (1889–1989) Italiaanse myriapodoloog
- Yu-Hsi Wang Moltze (1910–1968), Chinese myriapodoloog
- Filippo Silvestri (1873–1949), Italiaanse entomoloog, beschreef meer dan 600 soorten
- Ödön Tömösváry (1852–1884), Hongaarse natuuronderzoeker, naamgever van het orgaan van Tömösváry
- Karl Wilhelm Verhoeff (1867–1944), Duitse entomoloog, beschreef meer dan 1.000 soorten duizendpoten

## Verenigingen
- Centre International de Myriapodologie (Internationale Vereniging voor Myriapodologie)[3]

## Tijdschriften
- International Journal of Myriapodology[4]
- Myriapodologica[5]
- Myriapod Memoranda